# Махмуд Умаров
Махмуд Бедалович Умаров (Алма Ата, 10. септембар 1924 — 25. децембар 1961) је био совјетски репрезентативац у стрељаштву, члан СД Лељинград у Лењинграду. Такмичио се са МК (малокалибарским) пиштољем са удаљености од 50 метара.
Умаров је двостуруки освајач сребрних олимпијских медаља на Олимпијским играма 1956. у Мелбурну и Олимпијским играма 1960. у Риму, светски првак 1958. у Москви и европски првак из Букурешта 1955. и Милана 1959. године.
На Европском првенству у Букурешту у дисциплини ВК (великокалибарски) пиштољ 25 метара резултатом 588 кругова поставио је светски рекорд.